# Wlan slovenija
Odprto brezžično omrežje Slovenije wlan slovenija je pobuda za izgradnjo odprtega in brezplačnega brezžičnega omrežja po celotni Sloveniji skozi medsebojno sodelovanje ljudi in z uporabo splošno razširjenih brezžičnih tehnologij. Osrednja ideja je, da če vsi postavijo točko odprtega omrežja pri sebi doma in podelijo del svoje obstoječe Internet povezave z okolico, potem bo celotna Slovenija pokrita z omrežjem, ki bo vsem omogočalo brezplačno osnovno povezljivost v Internet. S to idejo deluje od začetka 2009 dalje.
Omrežje temelji na odprtokodnih tehnologijah, ki jih sodelujoči tudi sami razvijajo Arhivirano 2016-04-22 na Wayback Machine.. Je eden večjih slovenskih odprtokodnih projektov in je že večkrat sodeloval na Google Summer of Code.

## Splošen opis
Omrežje wlan slovenija je pobuda v kateri se združujejo posamezniki, skupine in organizacije s skupno vizijo tehničnega napredka in družbeno koristnega ravnanja ter cilji: prost dostop do znanja in informacij, izgradnja alternative skupnostne komunikacijske infrastrukture, medsebojnega sodelovanja posameznikov in uporabe kot peskovnik za testiranje brezžičnih komunikacijskih tehnologij v realnem okolju. Uporablja splošne in razširjene brezžičnega tehnologije, predvsem Wi-Fi, temelji na odprto kodnih sistemih in zaradi svoje brezžične in organske narave ter inovativnega pristopa h uporabi tehnologij omogoča, da posamezniki sami rešujejo lastne komunikacijske probleme.
To prosto in odprto omrežje lahko uporablja prav vsak. Prav tako lahko vsakdo prispeva k rasti omrežja z vzpostavitvijo točke, s katero prosto podeli presežno kapaciteto svojega internetnega priključka, ali kako drugače vzpodbuja to pobudo. Za sodelovanje v omrežju ni potrebno predhodno tehnično znanje. Sodelujoči v omrežju izvajajo tudi izobraževalne delavnice, s katerimi širši javnosti približujejo brezžično komunikacije in jih s praktičnimi vajami vključujejo v odprto omrežje.
Omrežje vztrajno raste po Sloveniji in tudi nekaterih drugih državah, na primer na Hrvaškem pod imenom Otvorena mreža.
V okviru pobude poteka tudi razvoj različnih odprtih tehnologij, z namenom izboljšati in poenostaviti brezžične komunikacije:
- nodewatcher Arhivirano 2016-08-03 na Wayback Machine. se uporablja za koordinacijo pri postavljanju omrežja in spremljanje njegovega delovanja
- Tunneldigger, performančno izboljšan VPN sistem
- Koruza, oprema za vzpostavljanje brezžičnih optičnih povezav
- nekateri sodelujoči dodajo na svoje točke tudi razne senzorje, katerih podatki se potem zbirajo v sistemu nodewatcher

## nodewatcher
Za lažje planiranje, vzpostavitev in vzdrževanje omrežja je bil razvit odprtokodni sistem nodewatcher. Omogoča koordinacijo sodelovanje v omrežju med sodelujočimi, ki se sicer ne poznajo med seboj.
nodewatcher je centraliziran spletni uporabniški vmesnik, ki omogoča enostavnejšo koordinacijo in načrtovanje omrežja s spremljanjem njegovega delovanja. Prav tako je na spletni vmesnik  za generiranje slik firmwarea, ki zgenerira prilagojeno celotno sliko sistema za konkretno točko omrežja, tako da ni potrebna nobena dodatna konfiguracija točke po flashanju.
Ideja je, da za sodelovanje v omrežju skorajda nobeno tehnično znanje ni potrebno. Sodelujoči lahko enostavno registrirajo lokacijo nove točke in nastavijo nekaj osnovnih lastnosti nove točke, medtem ko sistem izpolni ostale bolj tehnične nastavitve z privzetimi vrednostmi na podlagi dosedanjih dobrih praks (sistem pa tudi omogoča prilagoditev nastavitev v kolikor si uporabnik to želi). nodewatcher zatem ustvari prilagojen na OpenWrt temelječo firmware sliko z vso konfiguracijo že zapisano v sliki, s katero mora tako uporabnik le še poflashati brezžični usmerjevalnik točke. Zatem priklopi točko na elektriko in morebitno Internetno povezavo in točka se že poveže v omrežje preko VPN ali brezžično v kolikor je v okolici že kakšna obstoječa točka omrežja.
Zatem nodewatcher spremlja točko in prikazuje zbrane podatke o njenem delovanju v intuitivnem in grafičnem prikazu, tako da lahko uporabniki razumejo kako njihova točka deluje, koliko uporabnikov jo uporablja, koliko deljene Internetne povezave uporablja ... Vse to skozi različna časovna obdobja, kar omogoča boljše razumevanje kako točka sodeluje z drugimi točkami omrežja in boljše načrtovanje bodočih točk.